# Un gars ben ordinaire
Albums de Robert Charlebois
Québec Love
(1969) Robert Charlebois
(1971)
Un gars ben ordinaire est le sixième album de Robert Charlebois, sorti en février 1971. Hormis les chansons Beige Neige et Le Violent seul, parus ensemble en 45 tours le même jour, l'album est en fait une compilation de diverses chansons publiées par Charlebois en single entre 1969 et 1970, plutôt qu'un véritable album cohérent.

## Titres
| 1.    | Beige Neige                                                                     | Marcel Sabourin / Robert Charlebois, Pierre Nadeau                      | 3:50 |
| 2.    | Down in the South (en anglais, avec Mouffe, Louise Forestier et Yvon Deschamps) | Robert Charlebois                                                       | 3:56 |
| 3.    | Miss Pepsi (avec Mouffe)                                                        | Mouffe / Robert Charlebois                                              | 2:53 |
| 4.    | Madame Bertrand (Cœur en chômage) (avec Mouffe)                                 | Mouffe / Robert Charlebois                                              | 3:35 |
| 5.    | Mon pays                                                                        | Réjean Ducharme / Robert Charlebois                                     | 4:45 |
| 6.    | Le Violent seul (Chu tanné)                                                     | Réjean Ducharme / Robert Charlebois                                     | 2:19 |
| 7.    | Deux femmes en or                                                               | Mouffe / Robert Charlebois                                              | 6:10 |
| 8.    | Solitudine (avec Patty Pravo, version italienne de Sensation)                   | Arthur Rimbaud / Robert Charlebois, Luc Morin / Adapt.: Sergio Bardotti | 3:57 |
| 9.    | Phébus et Borée                                                                 | Robert Charlebois                                                       | 3:20 |
| 10.   | Ordinaire                                                                       | Mouffe / Robert Charlebois, Pierre Nadeau                               | 5:18 |
| 38:53 |                                                                                 |                                                                         |      |